# Alberta Kinsey

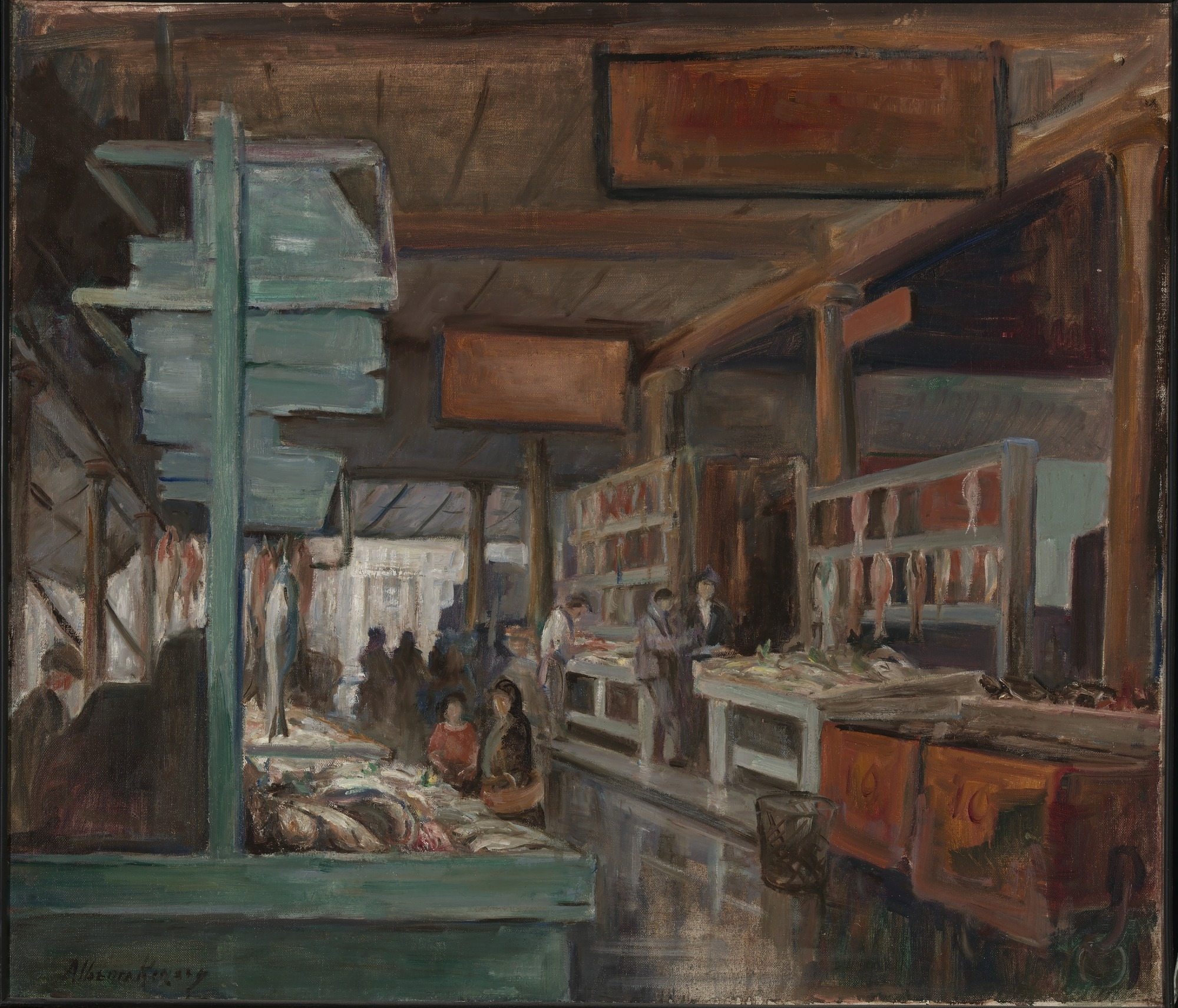
uma das obras de Alberta Kinsey

Alberta Kinsey (1875 - 23 de abril de 1952) foi uma pintora americana. Nascida em West Milton, Ohio, ela estudou em Nova Orleans, em França e na Itália. Mais tarde leccionou no Wilmington College e tornou-se uma artista no French Quarter de New Orleans. O seu trabalho pode ser visto no Museu Smithsoniano de Arte Americana.